# Charta für Kinder im Krankenhaus
Die Charta für Kinder im Krankenhaus ist ein Forderungskatalog der European Association for Children in Hospital (EACH) als Dachorganisation von 18 Mitglieds- und assoziierten Gesellschaften aus 16 europäischen Ländern und Japan. Die Organisationen fordern die bestmögliche medizinische Behandlung als ein fundamentales Recht, besonders für Kinder.
Die Charta hat keine völkerrechtliche Bedeutung, sondern dient dem Gebrauch von Nichtregierungsorganisationen, die Lobby-Arbeit für Kinder im Krankenhaus betreiben. In Deutschland wird die EACH durch das Aktionskomitee Kind im Krankenhaus (AKIK) und in der Schweiz durch „Kind & Spital“, Verein für die Rechte von Kindern und Jugendlichen im Gesundheitswesen, vertreten. Die Österreichische Gesellschaft für kindgerechte Operationsvorbereitung und Nachsorge „Operation Eddy“ ist assoziiertes Mitglied der EACH.

## Geschichte
Der Text des Forderungskatalogs wurde auf der 1. Europäischen „Kind im Krankenhaus“ – Konferenz in Leiden (Niederlande) 1988 formuliert und verabschiedet. Die Erstunterzeichner waren die Organisationen aus Belgien, Deutschland, Dänemark, Finnland, Großbritannien, Island, Italien und Norwegen. Die Weltgesundheitsorganisation (WHO) gab ihre Unterstützung auf der 2. Europäischen „Kind im Krankenhaus“ – Konferenz in Tutzing (BRD) 1991 bekannt.

## Inhalt
Im Einzelnen beinhalten die Forderungen: die generelle Überprüfung der unbedingten Notwendigkeit einer Krankenhausaufnahme, ein Besuchsrecht von Eltern und Bezugspersonen, die aktive Teilnahme der Eltern an der Pflege, eine kindgerechte Art der Information, den Schutz vor unnötigen Maßnahmen, die Unterbringung in der Umgebung von Kindern, Möglichkeiten zur weiteren Schulbildung aber auch zum Spielen; entsprechend ausgebildetes Pflegepersonal; Kontinuität im Pflegepersonal; Taktgefühl und Wahrung der Intimsphäre.